# Fergie (zangeres)
Fergie Duhamel, geboren als Stacy Ann Ferguson (Whittier (Californië), 27 maart 1975), is een Amerikaanse zangeres. Ze brak door als zangeres van The Black Eyed Peas.

## Biografie

### Jeugd
Stacy Ann Ferguson is afkomstig uit Californië. Ze is begonnen als een kindster in de televisieshow, Kids Incorporated, waarin ze veel zong. Ook deed ze een aantal reclames en de stem van Sally Brown in de Peanuts tekenfilms. In 1989 stopte ze met haar televisiecarrière en ging een normaal tienerleven leiden.

### Carrière
In 1991 richtte ze samen met twee oude vriendinnen uit haar televisiecarrière de band Wild Orchid op. Ze scoorden een klein hitje met het nummer Declaration. Twee albums werden uitgebracht, Oxygen en Wild Orchid. In 2001 was Wild Orchid aan hun derde album, Fire, toe, maar de platenmaatschappij zag er niets meer in en de band viel uit elkaar. Ferguson kreeg het moeilijk en raakte verslaafd aan methamfetamine. Ze bleef zingen, als achtergrondzangeres voor grote shows in Los Angeles. Daar ontmoette ze Will.i.am van The Black Eyed Peas. Ze werd uitgenodigd in de studio en nam een paar nummers op. Toen werd ze gevraagd om permanent bij de band te komen.
Sinds 2005 speelde Fergie in de films Be cool, Grind house, Poseidon en de musicalfilm NINE met o.a. Nicole Kidman.

#### Solocarrière
In 2006 begint Fergie aan een solocarrière. Dit betekent volgens haar echter niet dat ze stopt bij The Black Eyed Peas. will.i.am werkte in ieder geval nog wel met haar samen aan haar debuutalbum The Dutchess. Haar eerste solosingle is London Bridge. Na London Bridge brengt Fergie de nummers Fergalicious en Glamorous uit, die beiden op nummer twee in de Nederlandse tipparade blijven steken. In Vlaanderen scoort Fergie opvallend beter. Al haar singles hebben er de top 20 gehaald en Big Girls Don't Cry is er Fergie's eerste top 10-hit. In Amerika werden London Bridge, Glamorous en Big Girls Don't Cry alle drie een nummer 1-hit, Fergalicious kwam tot nummer twee. In Nederland werd Big Girls Don't Cry Fergie's eerste grote hit. Als vijfde single werd Clumsy uitgebracht. Dit nummer behaalde nergens grote successen, zoals de eerdere vier singles. In 2010 bracht gitarist Slash een album uit, waarop Fergie ook een nummer meezong.
Naast haar soloalbum heeft Fergie nummers geschreven voor de film Poseidon, waar de zangeres zelf een rol in speelde. Ook maakte ze samen met will.i.am de soundtrack voor 50 First Dates. Een cover van Barracuda (Heart) werd gebruikt in Shrek the Third. Hiernaast maakte ze de titelsong voor Sex and the City. Ook spreekt ze de stem in van de hond Jezebel in de film Marmaduke.
Fergie deed het in 2011 wat rustiger aan met The Black Eyed Peas. De leden, onder wie Fergie, zijn tijdens deze rustpauze gaan werken aan hun solocarrière en andere zaken. Fergie begon meer schoenen te ontwerpen voor haar schoenenmerk genaamd FergieFootwear, wat ze samen met haar beste vriendin Jenn Melby doet. In 2009 had ze tijdens promotietournee The E.N.D. haar eerste parfum uitgebracht onder het merk Avon genaamd 'Outspoken' en daar is ze mee verdergegaan: tijdens The Beginning-tijd heeft ze 'Outspoken Intense' gecreëerd en tijdens de rustpauze haar derde en vierde geurtje van haar parfumlijn gemaakt, genaamd 'VIVA!' en 'Outspoken Fresh'.
Fergie steunde veel goede doelen, zoals de Peapod Foundation. Met haar schoenenlijn haalde ze geld op voor borstkankeronderzoek, ze rende mee met 'avon walk for breast cancer' en won de jaarlijkse 'New Now Next Award 2013' met haar inzet voor de lhbt-beweging.
Op muziekgebied heeft Fergie op dit moment een rustpauze ingelast, ze is wel bezig met het schrijven van liedjes voor haar eigen tweede soloalbum, maar doet weinig op het gebied van muziek.
Alsnog heeft ze dit niet vol kunnen houden en toch twee liedjes uitgebracht: 'Feel Alive' - in samenwerking met dj POET name life (een van de vaste The Black Eyed Peas-dj's) en rapper Pitbull voor de film Step Up 4.
Ook heeft ze een lied opgenomen voor de film The Great Gatsby getiteld 'A Little Party Never Killed Nobody (All We Got)' samen met GoonRock en Q-Tip.
In samenwerking met rapper 2Chainz heeft ze voor zijn album ook een lied gemaakt genaamd 'Netflix'.
Fergie heeft ondertussen ook haar eigen make-upmerk (in samenwerking met Wet 'n Wild) meer kracht gegeven en bij al haar producten een eigenzinnige naam bedacht.
Verder heeft ze bij Avon haar eigen lijn van haarverzorgingsproducten opgezet en is zij een samenwerking met Case-Mate begonnen waarbij ze modelstaat voor modieuze mobieletelefoonhoesjes.
Ze heeft haar eigen wodkamerk bij Voli genaamd Voli Vodka Light (lyte), de eerste caloriearme wodka ooit gemaakt.
Ze heeft haar spaargeld geïnvesteerd in een eigen wijnmerk en plantage, die heeft laten bouwen om die vervolgens aan haar vader cadeau te doen, aangezien dit altijd zijn grootste droom was geweest. Omdat haar vader – Pat(rick) Ferguson – een zware vorm van kanker heeft gehad (net als haar moeder Terri Jackson) en hij hier nog altijd vatbaar voor is, heeft ze geprobeerd zijn droom zo snel mogelijk in vervulling te laten gaan.
Het wijnmerk heet 'Ferguson Crest'.
In 2017 kondigde Fergie aan dat ze niet langer deel zou uitmaken in The Black Eyed Peas. Dit werd in juni 2017 bevestigd door will.i.am.

### Privéleven
Fergie had relaties met onder anderen Mario Lopez en Justin Timberlake. Van 2009 tot 2019 was ze gehuwd met Josh Duhamel. In 2013 kreeg het koppel een zoon.

## Naamswijziging
In juli 2013 vroeg zij om uiteenlopende redenen aan de rechtbank toestemming om haar wettige naam te mogen veranderen van 'Stacy Ann Ferguson' in 'Fergie Duhamel', de achternaam van haar echtgenoot, de acteur Josh Duhamel. Die toestemming volgde een maand later.

## Discografie

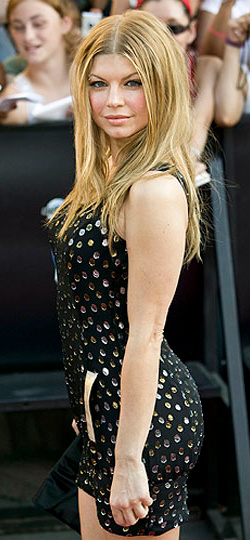
Fergie in 2007

### Albums
| Album met eventuele hitnotering(en) in de Nederlandse Album Top 100 | Datum van verschijnen | Datum van binnenkomst | Hoogste positie | Aantal weken | Opmerkingen |
| ------------------------------------------------------------------- | --------------------- | --------------------- | --------------- | ------------ | ----------- |
| The Dutchess                                                        | 15-09-2006            | 23-09-2006            | 46              | 16           |             |

| Album met hitnotering(en) in de Vlaamse Ultratop 200 albums | Datum van verschijnen | Datum van binnenkomst | Hoogste positie | Aantal weken | Opmerkingen |
| ----------------------------------------------------------- | --------------------- | --------------------- | --------------- | ------------ | ----------- |
| The Dutchess                                                | 2006                  | 30-09-2006            | 45              | 50           |             |
| Double Dutchess                                             | 2017                  | 30-09-2017            | 120             | 2            |             |

### Singles
| Single met eventuele hitnotering(en) in de Nederlandse Top 40 | Datum van verschijnen | Datum van binnenkomst | Hoogste positie | Aantal weken      | Opmerkingen                                                          |
| ------------------------------------------------------------- | --------------------- | --------------------- | --------------- | ----------------- | -------------------------------------------------------------------- |
| London Bridge                                                 | 2006                  | 23-09-2006            | 31              | 5                 | Nr. 28 in de Single Top 100                                          |
| Fergalicious                                                  | 2007                  | 20-01-2007            | tip2            | -                 | met Will.i.am / Nr. 35 in de Single Top 100                          |
| Glamorous                                                     | 2007                  | 24-03-2007            | tip2            | -                 | met Ludacris / Nr. 60 in de Single Top 100                           |
| Big Girls Don't Cry                                           | 2007                  | 18-08-2007            | 3               | 20                | Nr. 4 in de Single Top 100 / Alarmschijf                             |
| Clumsy                                                        | 2007                  | 22-12-2007            | tip4            | -                 | Nr. 84 in de Single Top 100                                          |
| Labels or Love                                                | 2008                  | 31-05-2008            | tip8            | -                 | uit Sex and the City                                                 |
| Party People                                                  | 2008                  | 07-06-2008            | tip16           | -                 | met Nelly                                                            |
| Gettin' Over You                                              | 2010                  | 19-06-2010            | 21              | 5                 | met David Guetta, Chris Willis & LMFAO / Nr. 31 in de Single Top 100 |
| Beautiful Dangerous                                           | 2010                  | 13-11-2010            | tip17           | -                 | met Slash                                                            |
| L.A.Love (La La)                                              | 2014                  | 04-10-2014            | tip19           | -                 |                                                                      |
| M.I.L.F. $                                                    | 2016                  | 16-07-2016            | tip21           | -                 |                                                                      |
| To Much X Londen Bridge                                       | 2025                  | 08-07-2025            | -               | met Megan Stalter |                                                                      |

| Single met hitnotering(en) in de Vlaamse Ultratop 50 | Datum van verschijnen | Datum van binnenkomst | Hoogste positie | Aantal weken | Opmerkingen                            |
| ---------------------------------------------------- | --------------------- | --------------------- | --------------- | ------------ | -------------------------------------- |
| London Bridge                                        | 11-09-2006            | 23-09-2006            | 14              | 11           |                                        |
| Fergalicious                                         | 28-11-2006            | 09-12-2006            | 11              | 19           | met Will.i.am                          |
| Glamorous                                            | 13-03-2007            | 31-03-2007            | 14              | 15           | met Ludacris                           |
| Big Girls Don't Cry                                  | 10-07-2007            | 14-07-2007            | 6               | 19           |                                        |
| Clumsy                                               | 2007                  | 24-11-2007            | tip2            | -            |                                        |
| Party People                                         | 2008                  | 24-05-2008            | tip5            | -            | met Nelly                              |
| Gettin' Over You                                     | 2010                  | 24-04-2010            | 18              | 19           | met David Guetta, Chris Willis & LMFAO |
| All of the Lights                                    | 18-01-2011            | 26-03-2011            | 27              | 10           | met Kanye West, Rihanna en anderen     |
| A Little Party Never Killed Nobody (All We Got)      | 2013                  | 15-06-2013            | tip5            | -            | met Q-Tip & GoonRock                   |
| L.A. Love (La La)                                    | 2014                  | 11-10-2014            | tip34           | -            |                                        |
| M.I.L.F. $                                           | 2016                  | 16-07-2016            | tip             | -            |                                        |
| You Already Know                                     | 2017                  | 09-09-2017            | tip             | -            | met Nicki Minaj                        |

## Filmografie
- 1987 - Monster in the Closet - Lucy
- 1997 - An American Vampire Story - Fluffy
- 1998 - Outside Ozona - Meisje
- 2005 - Be Cool - Als zichzelf
- 2006 - Poseidon - Gloria
- 2007 - Planet Terror - Tammy Visan
- 2009 - Nine - Saraghina